# رودلف هورفاث
رودلف هورفاث (28 يونيو 1947 في سلوفاكيا - ) هو لاعب كرة يد سلوفاكيا.